# Javier Suárez
José Javier Suárez Belisario (ur. 4 maja 2006 w Guárico) – wenezuelski piłkarz z obywatelstwem meksykańskim występujący na pozycji prawego obrońcy, od 2025 roku zawodnik meksykańskiego Cruz Azul.
Urodził się w Wenezueli, w 2010 roku przeprowadził się do Meksyku, zaś w 2016 roku otrzymał meksykańskie obywatelstwo.